# Благочинний
Благочинний — в православній церкві адміністративна посада священика, при призначенні на яку він стає одним з помічників єпископа в частині нагляду за порядком в певному церковному окрузі в складі єпархії, званому благочинням. Благочинний є своєрідним посередником між приходом і єпархіальним управлінням по ряду питань. Благочинного призначає правлячий архієрей єпархії з числа її священнослужителів (як правило, проживають на цій території). У католицькій церкві аналогом благочинного є декан (архіпресвітер), в лютеранських церквах — пробст.